# Trofeul Carpați (handbal feminin) - Ediția a 5-a
Competiția din 1963 reprezintă a cincea ediție a Trofeului Carpați la handbal feminin pentru senioare, turneu amical organizat anual de Federația Română de Handbal începând din 1959. Ediția din 1963, la care au luat parte patru echipe, a fost găzduită de orașul București și s-a defășurat între 15-17 noiembrie 1963. Câștigătoarea turneului din 1963 a fost selecționata principală a orașului București.
Meciurile s-au desfășurat în Sala Floreasca.

## Echipe participante
La a cincea ediție a Trofeului Carpați nu au fost înscrise echipe naționale ci selecționate ale orașelor.

### România
România a fost reprezentată de două selecționate ale capitalei București.

#### Selecționata orașului București
Selecționata principală a orașului București a fost pregătită de antrenorii Constantin Popescu și Valeriu Gogâltan.
| Portari - Irene Nagy-Klimovski - Liliana Borcea Extreme - Maria Scheip-Constantinescu - extremă stânga - Constanța Dumitrescu Centri - Iosefina Ștefănescu-Ugron - Anna Nemetz | Pivoți - Antoaneta Vasile-Oțelea - Elena Hedeșiu Interi - Rodica Floroianu - Aurora Leonte - Anna Stark-Stănișel |

#### Selecționata de tineret a orașului București
Selecționata de tineret a orașului București a fost pregătită de antrenorul Victor Chita.
| Portari - Maria Buzaș - Maria Nicolae Extreme - Waltraub Keul - Lidia Dumitru Centri - Aneta Schramko - Eva Gaspari | Pivoți - Edeltraut Franz-Sauer - Liliana Bogdan Interi - Felicia Gheorghiță-Bâtlan - Hedviga Ziegler - Angela Moșu - Elena Dobârceanu-Răducanu |

### Iugoslavia
Iugoslavia a fost reprezentată de o selecționată a capitalei Belgrad.

### Ungaria
Ungaria a fost reprezentată de o selecționată a capitalei Budapesta.

## Clasament și statistici
Ediția a 5-a a Trofeului Carpați la handbal feminin a fost câștigată de selecționata principală a orașului București.

### Clasamentul final
|   | București         |
|   | Budapesta         |
|   | Belgrad           |
| 4 | București-tineret |